# 서브도메인

서브도메인의 예

도메인 네임 시스템(DNS) 계층에서 서브도메인(subdomain) 또는 하위 도메인은 다른 (주) 도메인의 일부인 도메인이다. 예를 들어 example.com이라는 웹사이트의 일부로서 온라인 스토어를 제공하게 된다면 서브도메인 shop.example.com을 사용할 수 있다.
영어 위키백과의 경우 위키백과 도메인은 en.wikipedia.org이며 여기서 en이 wikipedia.org의 서브도메인이다. wikipedia.org가 보통 도메인 네임으로 간주되지만 wikipedia는 보통 org라는 최상위 도메인(TLD)의 서브도메인이다.
어떠한 서브도메인도 포함하지 않는 도메인 네임은 루트 도메인(root domain), 베어 도메인(bare domain), 에이펙스 도메인(apex domain)으로 부른다. 예를 들어 wikipedia.org는 위키백과의 에이펙스 도메인이며 서브도메인 www.wikipedia.org로 리다이렉트한다.

## 같이 보기
- 도메인 네임
- 호스트네임
- 서브디렉터리
- 웹페이지
- 서브페이지